# Punta Galambra
La Punta Galambra (3.122 m) è una montagna delle Alpi Cozie situata in Valle di Susa.

## Descrizione

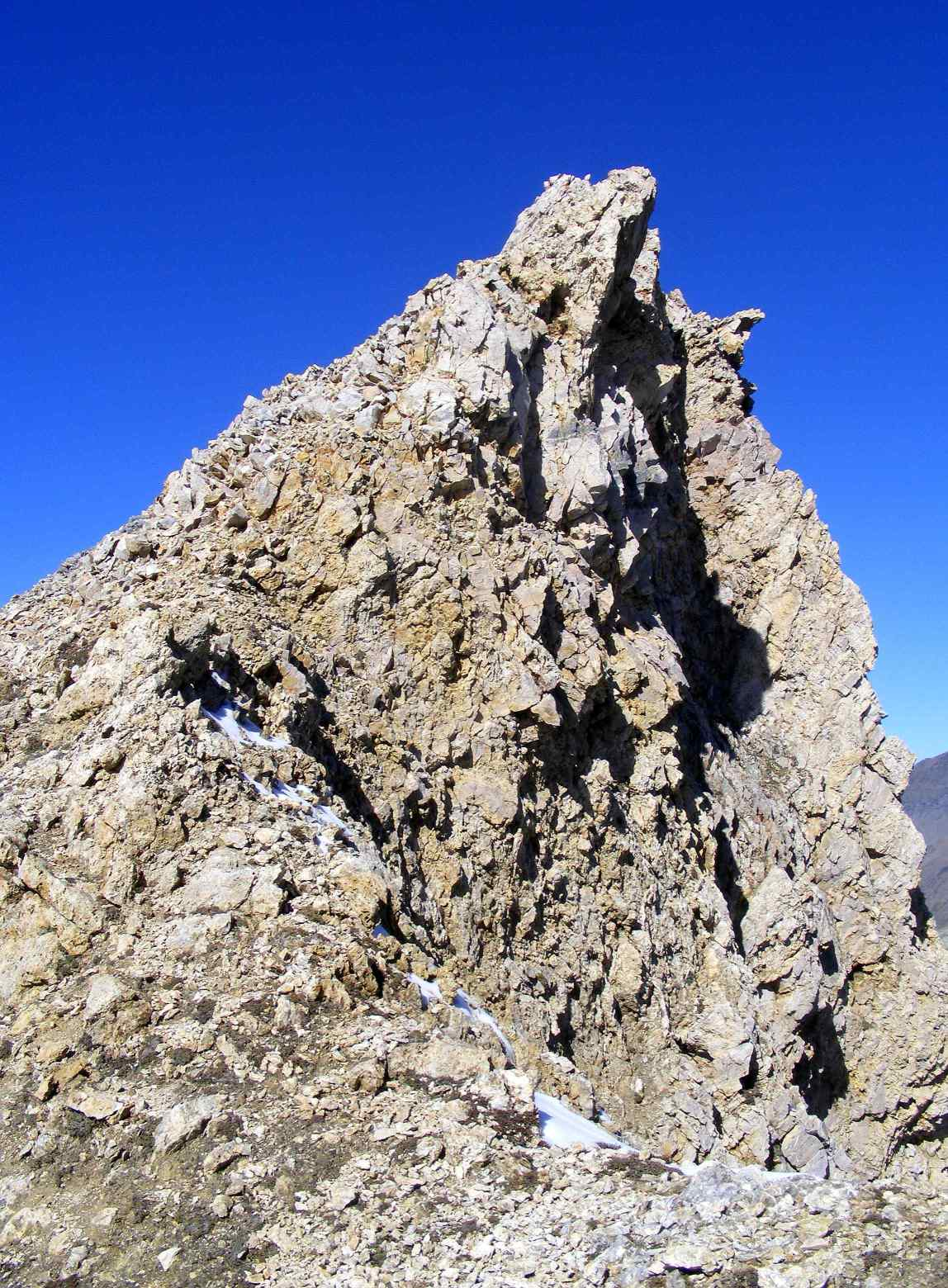
Il dente sommitale

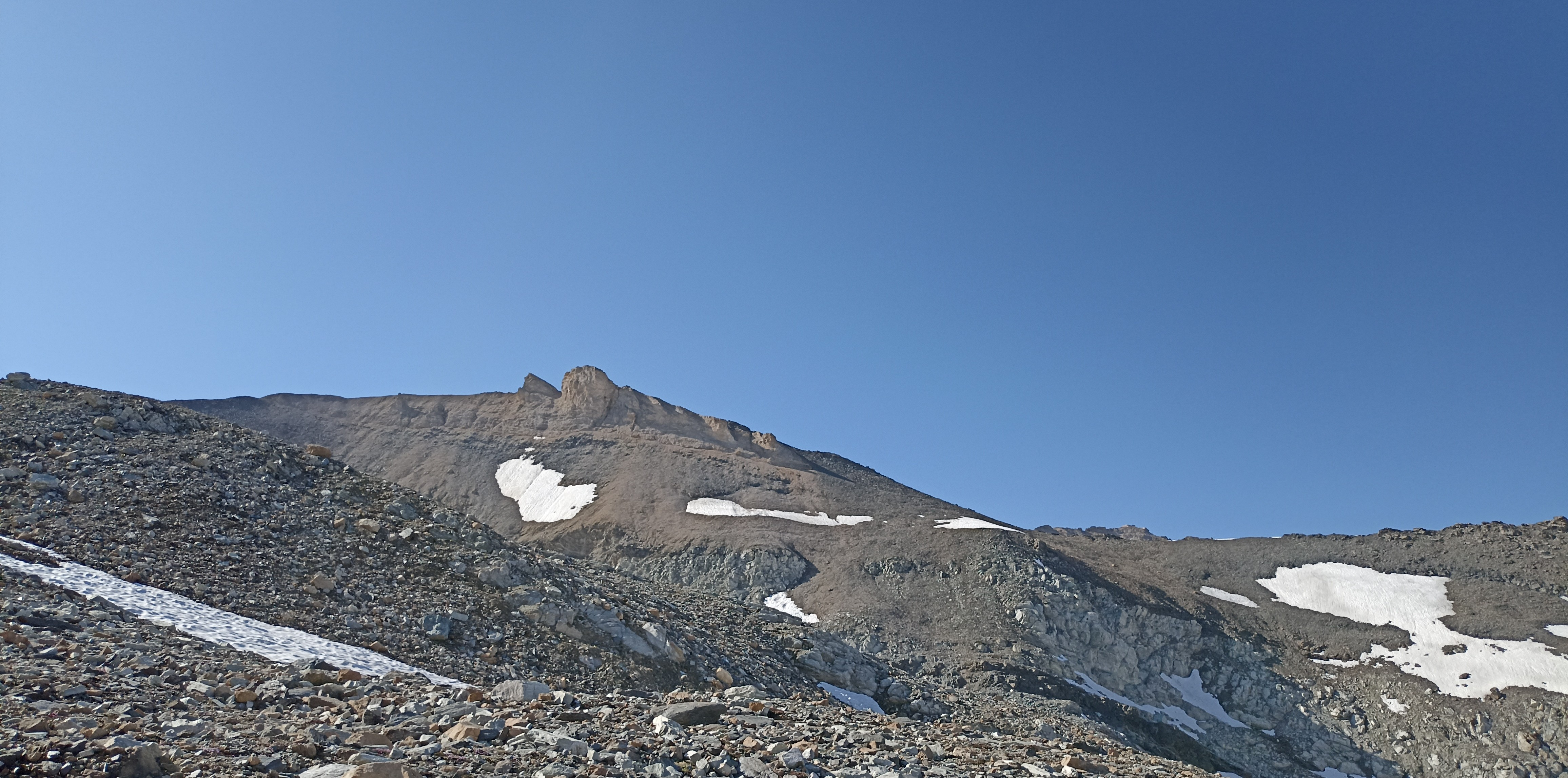
la montagna vista salendo al passo dei Fourneaux.

Il punto culminante si trova sul crinale spartiacque tra il Vallone di Rochemolles e quello di Valfredda ed è costituito da una ripida guglia di roccia calcarea. La montagna è separata verso nord-est dalla cresta meridionale della Punta Sommeiller dal Passo dei Fourneaux Meridionale (3.075 m circa), mentre verso sud il Passo Galambra (3.066 m) la divide dal Truc Peyron.
La cresta orientale scende invece verso il Passo di Valfredda (2.009 m) e risale poi in direzione della punta omonima. 
La detritica anticima orientale, di pochi metri più bassa della guglia sommitale, ha una discreta importanza orografica perché su di essa convergono, oltre che i due valloni precedenti, anche quello di Galambra. L'anticima costituisce inoltre il punto di incontro dei territori comunali di Bardonecchia, Oulx ed Exilles. 
Circa 400 m a nord-est della punta, a quota 3.092 m, sorge quanto rimane del vecchio ricovero militare Galambra.
La zona è caratterizzata da diversi piccoli ghiacciai attualmente in fase di ritiro molto accentuato.

## Accesso alla vetta
L'anticima della Punta Galambra può essere agevolmente raggiunta per le detritiche creste che la collegano ai colli Galambra e Fourneaux; la cresta ovest, percorribile a partire dal Passo di Valfredda, comprende invece alcuni risalti rocciosi che possono però essere aggirati senza particolari difficoltà. 

La salita sulla guglia sommitale è un po' meno agevole e si svolge su roccette.
La montagna è facilmente accessibile anche con gli sci da sci alpinismo.

## Punti di appoggio
- Bivacco Sigot
- Rifugio Levi Molinari
- Rifugio Scarfiotti

## Cartografia
- Cartografia ufficiale italiana dell'Istituto Geografico Militare (IGM) in scala 1:25.000 e 1:100.000, consultabile on line
- Istituto Geografico Centrale - Carta dei sentieri e dei rifugi scala 1:50.000 n. 1 Valli di Susa Chisone e Germanasca e 1:25.000 n. 104 Bardonecchia Monte Thabor Sauze d'Oulx'